# Dom Opatów Pelplińskich w Gdańsku
Dom Opatów Pelplińskich – kamienica w Gdańsku, jeden z nielicznych zachowanych zabytków Starego Miasta. Siedziba Instytutu Historii Sztuki Uniwersytetu Gdańskiego.

## Dzieje budynku
- Zbudowany przez nieznanego architekta (przypuszcza się, że autorem projektu mógł być Abraham van den Blocke) w stylu niderlandzkiego renesansu, na początku XVII wieku (przyjmuje się datę 1612 rok).
- Od 1686 należał do opactwa cysterskiego w Pelplinie (aby ominąć przepisy zakazujące zakonnikom posiadania domów w mieście, formalnie kamienicę kupił wojewoda pomorski Władysław Stanisław Łoś). Aż do kasaty opactwa pelplińskiego w 1823 r. cystersi wykorzystywali kamieniczkę jako zajazd.
- W 1912 popadający w ruinę dom został wykupiony z rąk prywatnych przez władze miasta. Przeprowadzono wówczas gruntowny remont, m.in. zastępując zniszczone siedemnastowieczne elementy dekoracji kamieniarskiej ich wiernymi kopiami. Szczęśliwie kamieniczka jako jedna z niewielu przetrwała działania wojenne w 1945.

## Opis architektoniczny
- Boczna elewacja, wznosząca się nad kanałem Raduni, posiada skromny wystrój. Bogaciej dekorowana jest natomiast fasada, w której wykorzystano kontrast między elementami kamiennymi a ceglanym licem muru. Szczyt zdobi typowa dla niderlandzkiego manieryzmu siatka kamiennych taśm imitujących metalowe okucia (ornament okuciowy), a jego kontury tworzą esownice wzbogacone obeliskami i szyszkami. Całość wieńczy, dodany w 1912, wzlatujący orzeł. W dolnej części szczytu, pomiędzy oknami, znajdują się trzy kamienne rzeźby, w środku w formie popiersia, po bokach głowy ukazane z profilu. Gzymsy międzykondygnacyjne oparte są na rzeźbionych popiersiach ludzkich. Godny uwagi jest również kamienny portal z nadświetlem.
- Sala nr 116 na trzeciej kondygnacji nosi imię zmarłego profesora historii sztuki Konstantego Kalinowskiego
- Częściowo oryginalne jest wnętrze domu, przede wszystkim piękna balustrada drewnianych schodów z przedstawieniem Zuzanny i starców.

## Zarządca
Obecnie w Domu Opatów Pelplińskich mieści się Instytut Historii Sztuki Wydziału Historycznego Uniwersytetu Gdańskiego. Gościnnie z sal budynku korzystają również studenci Instytutu Archeologii Uniwersytetu Gdańskiego, Zakładu Etnologii UG i Pracowni Religioznawstwa UG oraz koła naukowe tychże jednostek.

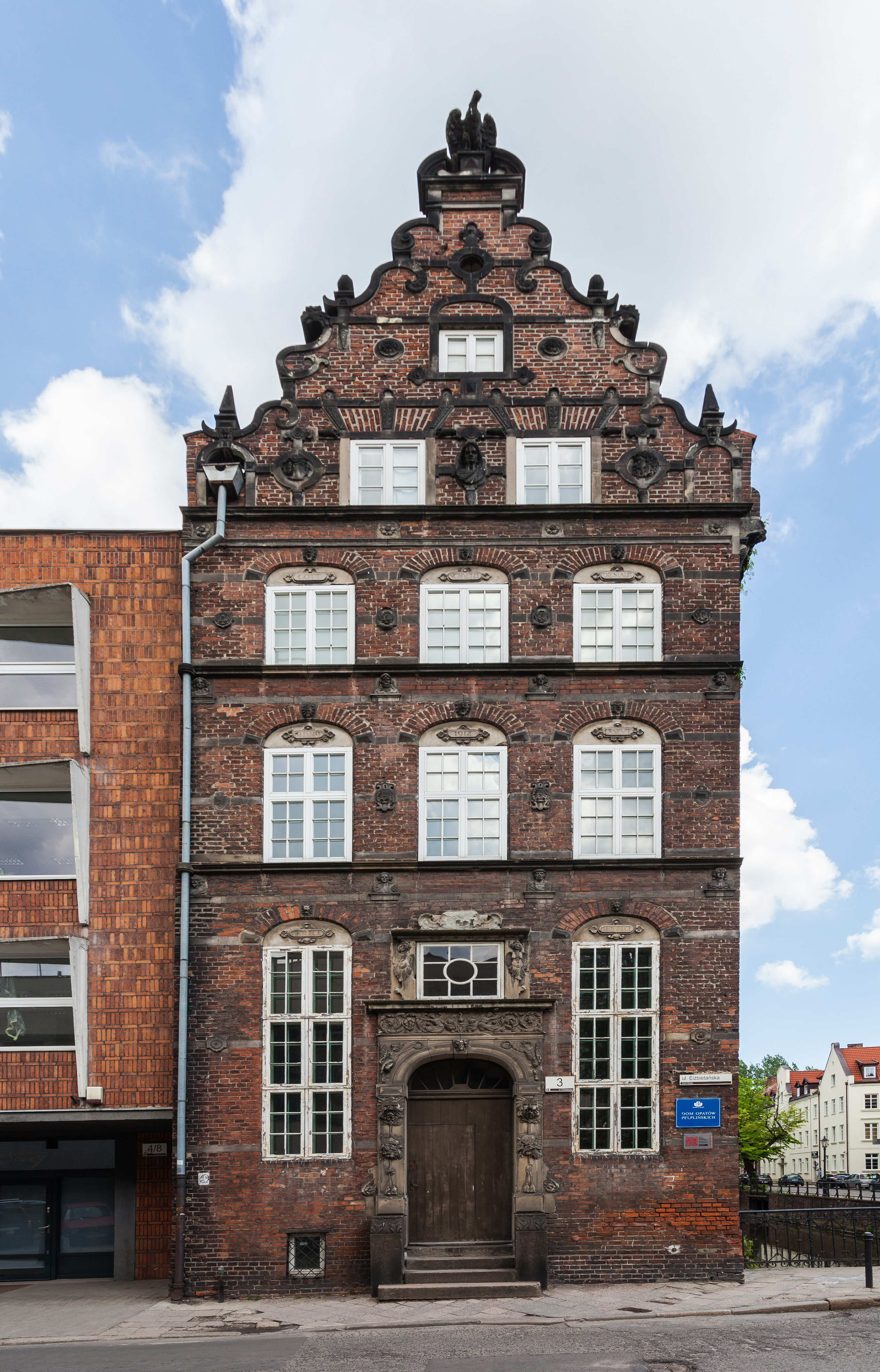
Fasada
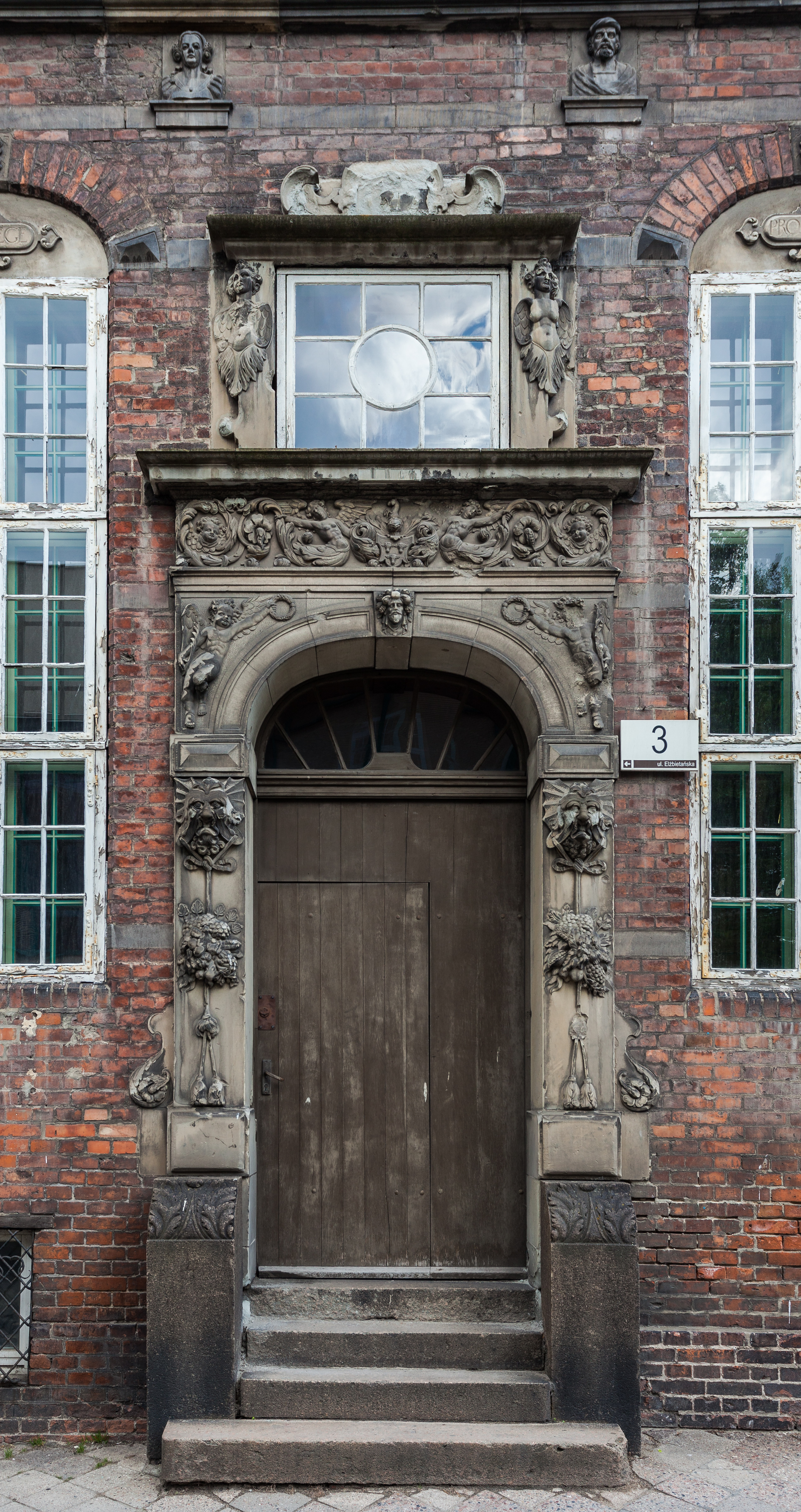
Portal wejścia głównego
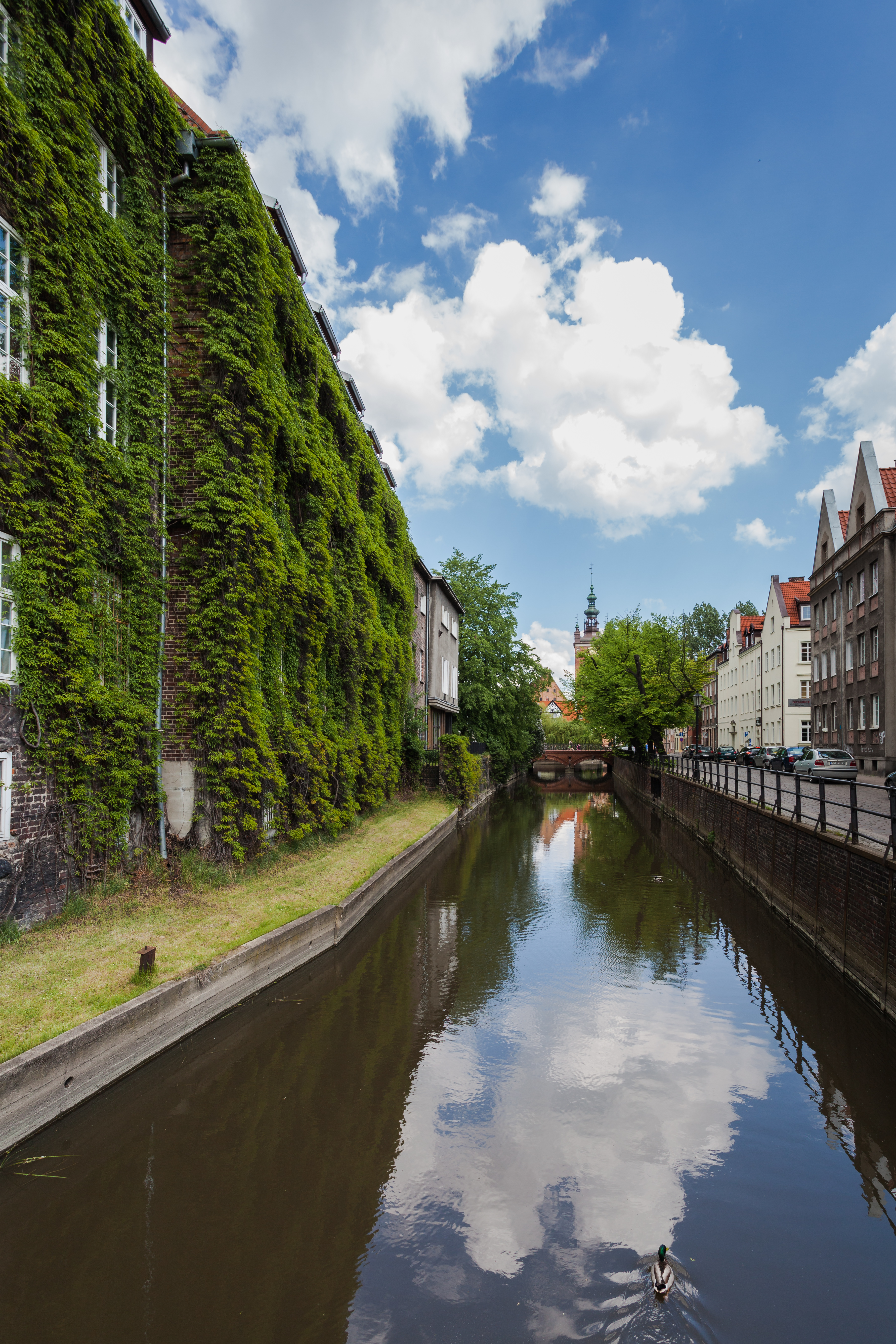
Dom opatów z powojenną dobudową

## Literatura
- J. Friedrich, Gdańskie zabytki architektury do końca XVIII w., Gdańsk 1995, ISBN 83-7017-606-2
- Dom Opatów Pelplińskich [w:] Encyklopedia Gdańska, Gdańsk 2012, ISBN 978-83-929932-5-4